# بخش جفرسون (شهرستان فرانکلین، اوهایو)
بخش جفرسون (به انگلیسی: Jefferson Township) یک منطقهٔ مسکونی در ایالات متحده آمریکا است که در شهرستان فرانکلین، اوهایو واقع شده‌است.
 بخش جفرسون  ۱۰٬۹۷۲ نفر جمعیت دارد و ۲۸۹ متر بالاتر از سطح دریا واقع شده‌است.